# L'Enfant sacrifiée
Pour les articles homonymes, voir Forget Me Not.
Pour plus de détails, voir Fiche technique et Distribution.
L'Enfant sacrifiée  (titre original : Forget Me Not) est un film américain réalisé par W. S. Van Dyke, sorti en 1922.

## Synopsis
La jeune mère Mary Gordoon est trop pauvre pour s'occuper de sa fille Ann en bas âge, ce qui la contraint à laisse son enfant à l'orphelinat. Cette dernière y grandit avec une jambe estropiée et tombe amoureuse d'un autre orphelin, Jimmy. Après 15 ans, sa mère retourne à l'orphelinat pour adopter sa fille mais croyant qu'elle a déjà été adoptée par quelqu'un d'autre, elle adopte Jimmy à la place. Ann est finalement adoptée par un musicien de trottoir, qui lui apprend à jouer du violon. Lorsque Jimmy épouse une autre fille, Ann joue à son mariage. Plusieurs années plus tard, après la mort de la femme de Jimmy, les deux enfants sont finalement réunis.

## Fiche technique
- Titre original : Forget Me Not
- Réalisation : W. S. Van Dyke

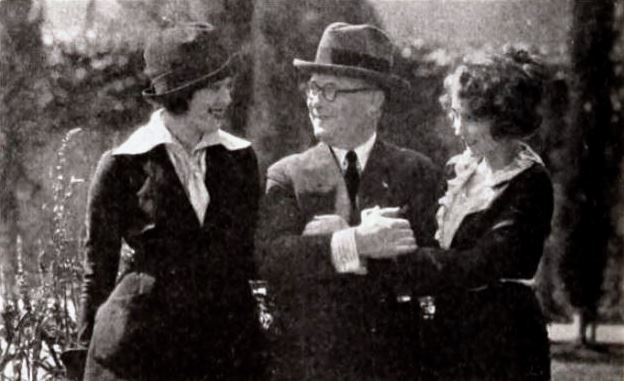
Myrtle Lind, Louis Burstein et Bessie Love

- Scénario : John B. Clymer d'après une histoire de Henry Roberts Symonds
- Producteur : 	Louis Burston
- Photographie : Arthur L. Todd
- Distributeur : Metro Pictures
- Durée : 6 bobines[1]
- Date de sortie : 23 juillet 1922

## Distribution

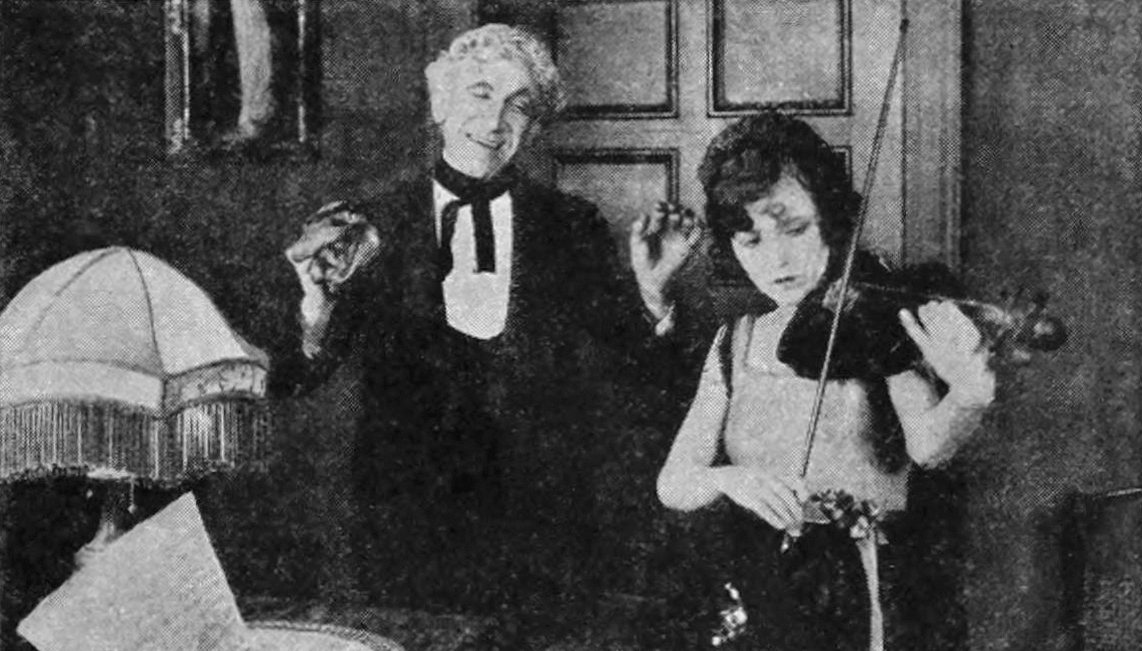
Bessie Love dans une scène du film

- Irene Hunt : Mary Gordoon, la mère
- Will Machin : le père
- Bessie Love : Ann, la fille
- Gareth Hughes : Jimmy, le garçon
- Otto Lederer : Rodolfo, le musicien
- Myrtle Lind : l'autre fille
- Hal Wilson
- Gertrude Claire
- Sam Allen
- W. E. Lawrence